# Efecto Thatcher

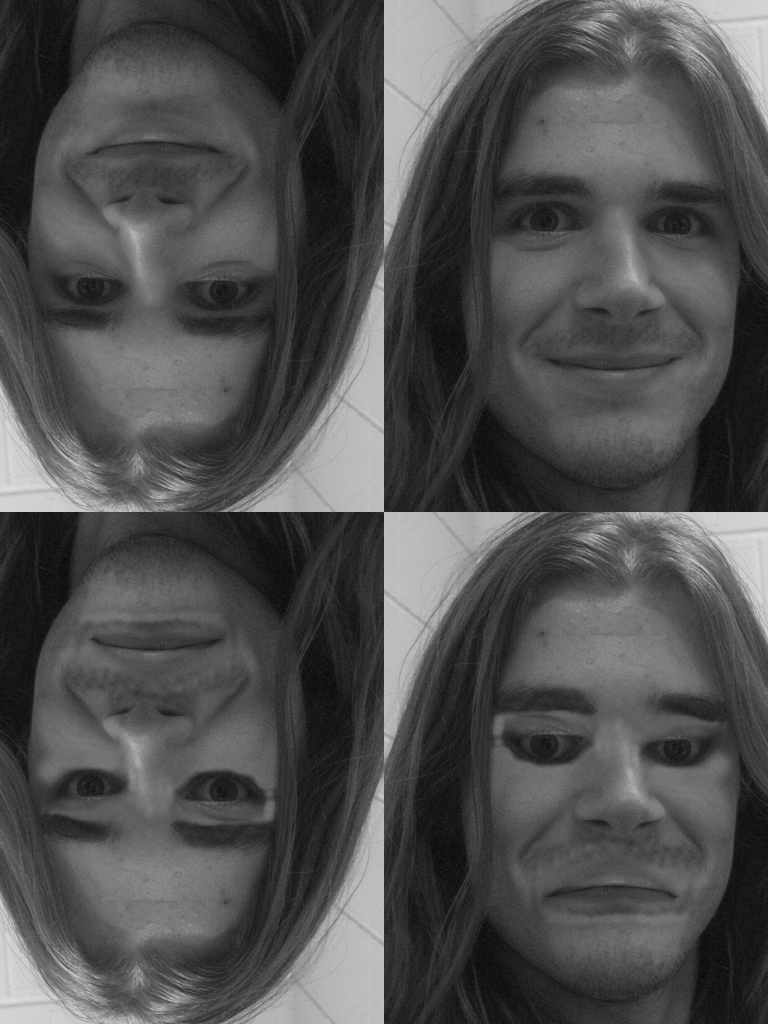
El efecto Thatcher.

El efecto Thatcher  o la ilusión Thatcher es un fenómeno por el cual se hace difícil notar o reconocer algo extraño en una imagen dada vuelta de un rostro, al cual a su vez se le han rotado los ojos y la boca. Este cambio efectuado en la imagen dada vuelta, conocido como "thatcherización," resulta sin embargo, evidente al colocar la imagen de nuevo al derecho. Esta ilusión fue descubierta accidentalmente por el profesor de psicología Peter Thompson en 1980; y lleva el nombre de la ex-primera ministra británica, Margaret Thatcher, por ser una fotografía de su rostro la más usada originalmente para demostrar este efecto.

## Explicación
El efecto se ilustra con dos fotos idénticas de un rostro, una de ellas invertida. En la imagen invertida, se toman los ojos y las boca y se les da media vuelta. Lo que se observa luego, es que esta modificación es difícil de percibir, pero obvia cuando se rota la imagen a la posición correcta.
Se cree que esto se debe a módulos psicológicos cognitivos que involucran la percepción de rostros, los cuales se hallan ajustados para reconocer sólo rostro al derecho. En teoría, hemos desarrollado dos procesos específicos para reconocer objetos. El primero de ellos depende de la configuración o el arreglo de las partes del objeto, se observa el objeto como un todo y luego se compara con mapas mentales ya conocidos. Mientras que el segundo depende de las partes que conforman al objeto vistas individualmente, lo que involucra una inspección local de cada una de estas, que en el caso de las caras serían los ojos, la nariz y la boca. Cuando una cara se encuentra dada vuelta, el proceso configuracional (el que depende de la configuración) se torna obsoleto, puesto que, como no se ve la configuración acostumbrada de un rostro en posición normal; no existen registros mentales con los cuales compararla. Se depende entonces solamente de los rasgos individuales, y en una imagen thatcherizada dada vuelta estos están en la posición correcta y conocida, así que al cerebro no distingue con claridad alguna rareza.
Esta explicación se halla respaldada por el hecho de que reconocer rostros parece depender particularmente de la configuración de los rasgos faciales, siendo mayor la tendencia de voltear caras dadas vuelta a medida que crecemos. Este tipo de proceso de reconocimiento parece ser interrumpido al rotar un rostro. Esto explica también el sentimiento de que la thatcherización hecha a la imagen se hace evidente repentinamente en algún punto mientras se rota la imagen a la posición correcta. Pero también implica que mentalmente no podemos simplemente rotar una cara completa para luego fijarnos en su configuración.
Aunque también pueden ser que se deba varias explicaciones por separado el hecho de que una thatcherización pase desapercibida en un rostro dado vuelta. Por ejemplo, tenemos que las caras son vistas generalmente iluminadas desde abajo, por lo que al thatcherizar un rostro, las sombras que quedan bajo los ojos y la boca hacen que el rostro se vea particularmente extraño.
Algunas personas con daños cerebrales no pueden reconocer caras, condición conocida como prosopagnosia, y no experimentan el efecto Thatcher. Como tienen dañadas las zonas del cerebro que analizan las estructuras faciales (pero no las emociones), son más rápidos reconociendo una thatcherización hecha a una imagen dada vuelta. De hecho, mientras se está rotando a una imagen thatcherizada para ponerla de cabeza, ellos parecen no experimentar esa sensación de cambio repentino y no incrementar su dificultad de reconocer el cambio hecho en el rostro.

## En animales
Hay muchas pruebas de que monos Rhesus y chimpancés experimentan el efecto Thatcher, lo que supone que algunos de los mecanismos cerebrales implicados en el procesamiento de caras pueden haber evolucionado en un ancestro común hace más de 30 millones de años. En  los experimentos se notó que los rostros de monos thatcherizados no se ven tan mal para las personas independientemente de su posición, ni para los monos cuando están al revés, pero sí distraen a los monos cuando se colocan al derecho.

## Experimentos relacionados
Los principios básicos del Efecto Thatcher en la percepción de caras también se han aplicado al "movimiento biológico," término usado para referirse a la percepción visual del movimiento de un ser animado. Se observó que invertir las partes individuales es difícil, y en algunos a veces casi imposible de reconocer, cuando toda la figura está dada vuelta.
Cabe resaltar además, que una ilusión puede no ocurrir únicamente con rostros, sino con objetos particulares. Bajo este supuesto, se han realizado experimentos con escritos dados vuelta y también con imágenes de mujeres en bikini, dando ambos resultados, aunque más débiles. En esta "ilusión del bikini," es menos fácil de notar cuando las dos piezas del bikini se han rotado en una imagen dada vuelta, pero la ilusión es más débil ya que un bikini es una imagen menos común que un rostro.